# Litworowa Woda
Litworowa Woda (słow. Litvorová voda) lub Litworowy Potok (słow. Litvorový potok) – główny ciek wodny Litworowego Żlebu (wschodnia odnoga Doliny Białej Wody) znajdującego się w słowackich Tatrach Wysokich. Źródła Litworowej Wody znajdują się w środkowych i górnych partiach Litworowego Żlebu, następnie płynie ona na zachód w stronę głównej osi Doliny Białej Wody. Na wysokości ok. 1190 m n.p.m., nieopodal miejsca, w którym przecina ją niebiesko znakowany szlak turystyczny wiodący dnem Doliny Białej Wody, uchodzi do Białej Wody i stanowi jej orograficznie prawy dopływ.

## Szlaki turystyczne
– niebieski szlak z Łysej Polany wzdłuż Białki i Białej Wody do Doliny Litworowej, stamtąd do Kotła pod Polskim Grzebieniem i na Rohatkę.
- Czas przejścia z Łysej Polany do rozdroża pod Polskim Grzebieniem: 4:55 h, ↓ 4:25 h
- Czas przejścia od rozdroża na Rohatkę: 45 min, ↓ 35 min